# Ralph Stafford, I conte di Stafford
Ralph Stafford, secondo barone di Stafford e primo conte di Stafford (24 settembre 1301 – 31 agosto 1372), è stato un nobile e militare inglese, che si fece notare durante la guerra dei cent'anni contro la Francia.
Era figlio del barone Edmund de Stafford e di sua moglie Margaret Bassett.
Ralph fu nominato Steward of the Royal Household nel 1327. Divenne fondatore e membro dell'Ordine della Giarrettiera il 26 agosto 1348 e fu ammesso in Parlamento con il titolo di suo padre, barone Stafford. Restò in Parlamento dal 1337 al 1350. Nel 1345 gli fu conferito il titolo di Siniscalco d'Aquitania, regione controllata dagli inglesi ma in territorio francese. Il 26 agosto 1346 partecipò alla vittoria inglese di Crecy contro l'esercito francese.
Fu creato primo conte Stafford il 5 maggio 1350. Servì come comandante sotto il Edoardo III d'Inghilterra, combattendo in Scozia, in Bretagna e in Francia. Venne catturato durante l'assedio di Nantes.
Lord Stafford si sposò per la prima volta, prima del 1326, con Katherine, figlia di Sir John de Hastang, e da questa ebbe due figlie.
La seconda volta, con l'approvazione del re, sposò Margaret de Audley il 6 luglio 1336, e da essa ebbe il suo primogenito, Hugh.
Ralph morì il 31 agosto 1372 presso Tonbridge Castle nel Kent.